# HMS Mallow (1940)
HMS Mallow (K81) (Корабль Его Величества «Мальва») — британский корвет типа «Флауэр», служивший в составе КВМС Великобритании в 1940—1944 годах под именем «Мэллоу» и в составе КВМС Югославии в 1944—1945 годах под именем «Нада» (сербохорв. Нада / Nada). Основным вооружением данного корабля являлось 100-мм морское орудие Mk IX, хотя значительное количество вторичного вооружения было добавлено ближе к концу войны. Корабль участвовал в сопровождении около 80 конвоев на службе КВМС Великобритании, потопил одну немецкую подлодку, а после перехода в состав югославского флота сопроводил ещё 18 конвоев. Продолжил службу после войны в ВМС СФРЮ под именем «Партизанка» (сербохорв. Партизанка / Partizanka), в 1949 году возвращён Великобритании и перепродан ВМС Египта, где до 1975 года служил под названием «Эль-Судан» (англ. El-Sudan).

## Конструкция
Корветы типа «Флауэр» разрабатывались предприятием «Smiths Dock Company», конструкция была создана на основе китобойного судна «Southern Pride», но отличалась большей на 9,1 м длиной. По ходу строительства (а в некоторых случаях — во время активной службы) многие корабли были перестроены по новым чертежам.
Корвет «Мэллоу» имел следующие главные размерения: длина — 62,5 м, ширина — 10,11 м, осадка — от 4,14 до 4,8 м. Стандартное водоизмещение — 925 т, полное — 1170 т. Экипаж — 85 матросов и офицеров. Главной энергетической установкой служили два триколекторных паровых котла Admiralty и 4-цилиндровая паровая машина тройного расширения мощностью 2750 л. с. (2050 кВт). Работа двигателя приводила в действие одиночный винт, максимальная скорость корвета достигала 16,5 узлов (30,6 км/ч). Корвет перевозил 230 т мазута, при таком запасе топлива обладая дальностью плавания в 3450 морских миль (6390 км) при скорости в 12 узлов.
Основным оружием корвета являлись 100-мм пушка Mk IX, два бомбомёта и два бомбосбрасывателя (боезапас в 40 глубинных бомб). Корабли этого типа также были оснащены двумя одиночными 12,7-мм и двумя сдвоенными 7,7-мм пулемётами. Дополнительно были установлены два бомбосбрасывателя, а общий боезапас противолодочного оружия вырос до 70 глубинных бомб. Пулемёты были заменены автоматическими пушками как более надёжным оружием — таковыми стали 20-мм пушки «Эрликон» и одна 40-мм пушка «пом-пом», что позволило бы более эффективно бороться против авианалётов в Средиземном море. К орудийному щиту также крепились ракетные установки, позади главного орудия находился реактивный бомбомёт «Хеджхог», в задней части мостика находился радиолокатор типа 271. В 1945 году были установлены две 6-фунтовые пушки Hotchkiss.
Строительством корвета «Мэллоу» занималась компания «Harland and Wolff» в Северной Ирландии в доках номер 1065. Заказ поступил 19 сентября 1939 года, закладка состоялась 14 ноября, спуск — 22 мая 1940 года. Принят в состав КВМС Великобритании 2 июля 1940 года с номером K81. Первым командиром стал лейтенант-коммандер Уильям Браун Пигготт.

## Служба
С июля 1940 года корабль участвовал в сопровождении конвоев. Первым таким конвоем стал OB-187, вышедший 21 июля из Ливерпуля. В 1940 году «Мэллоу» сопроводил 24 конвоя из Ливерпуля и в Ливерпуль. 17 ноября 1940 года под командованием лейтенанта-командера Пигготта корвет подобрал 18 выживших с судна «Сэйнт-Джермэйн», торпедированного немецкой субмариной U-137 к северо-северо-западу от острова Тори (северное побережье Ирландии).
В 1941 году «Мэллоу» сопроводил 22 конвоя из Ливерпуля и в Ливерпуль, в том числе три конвоя из Милфорд-Хэвен (Уэльс). 1 июля 1941 года лейтенант Уильям Роберт Бойс Ноалл принял командование корветом и в сентябре командовал сопровождением конвоя HG-75 из Гибралтара в Ливерпуль, который потерял четыре корабля из-за атак немецких субмарин (три были потоплены U-564 под командованием оберлейтенанта цур зее Райнхардом Зуреном). В октябре 1941 года в составе 37-й эскортной группы (два шлюпа и семь корветов) «Мэллоу» вышел из Ливерпуля, а 19 октября вместе с шлюпом «Рочестер» выследил и уничтожил глубинными бомбами подлодку U-204 у Танжера.
В 1942 году «Мэллоу» сопроводил 15 конвоев из Ливерпуля и в Ливерпуль, столько же сопроводил и в 1943 году, продолжая службу в составе 37-й эскортной группы, которая охраняла конвои из Средиземного моря и Сьерра-Леоне. Командиром с 10 мая 1943 года был лейтенант-командер Гарольд Томас Стюарт Клустон, а в декабре 1943 года «Мэллоу» был исключён из списков ВМС Великобритании. Это было обусловлено готовящейся передачей корвета КВМС Югославии: 11 января 1944 года корвет вошёл в состав КВМС Югославии под именем «Нада» (серб. Надежда). Экипаж остался тот же, и первым конвоем, сопровождаемым «Надой», стал OS-68/KMS-42, вышедший из Ливерпуля 12 февраля и прибывший в Гибралтар 25 февраля. Охрана конвоев продолжилась в мае: всего «Нада» сопроводила 17 конвоев из Гибралтара в Порт-Саид и обратно к октябрю 1944 года. В последнем конвое KMS-66 её вывели из состава, поскольку командование Великобритании посчитало их «политически неблагонадёжными» в связи с серьёзным недоверием экипажа к Народно-освободительной армии Югославии. В начале февраля 1945 года была зафиксирована запись об участии «Нады» в сопровождении ещё одного конвоя.
После завершения войны в 1945 году «Нада» была передана СФРЮ и получила наименование «Партизанка». Возвращение корабля в состав КВМС Великобритании состоялось в 1949 году, корвету вернули прежнее имя «Мэллоу». Само решение о возвращении корвета британцам далось югославам нелегко, так как этот корабль был одним из самых современных во флоте СФРЮ на то время. 28 октября 1949 года «Мэллоу» передали флоту Египта, где корвет был переименован в «Эль-Судан». До 1975 года корвет был учебным судном ВМС Египта, после чего был исключён из списков и разрезан на металл в том же году.